# إدوارد تان
إدوارد تان (27 مارس 1985 بسنغافورة - ) هو لاعب كرة قدم صيني في مركز الدفاع. لعب مع نادي تامبينس روفرز ووودلاندز ويلينغتون.

## وصلات خارجية
- إدوارد تان على موقع قاعدة بيانات كرة القدم.إي يو (الإنجليزية)